# 柳澤壽男
柳澤 壽男（やなぎさわ ひさお、1916年2月24日 - 1999年6月16日）は、日本の映画監督である。

## 経歴
1916年、群馬県佐波郡玉村町に生まれる。
松竹下加茂撮影所にて、大曽根辰夫や犬塚稔の助監督を務めた。亀井文夫監督の『小林一茶』を見て、ドキュメンタリー映画への道を志すことになり、1942年に松竹を退社した。1943年から1950年までのあいだ、日本映画社にて、『富士山頂観測所』などの作品を手がけた。1953年に岩波映画製作所と契約し、『新風土記 北陸』や『室町美術』などの文化映画を手がけた。1960年代半ばに岩波との契約を解消したのち、自主製作のドキュメンタリー映画に転身し、『夜明け前の子供たち』や『風とゆききし』などを手がけた。
1999年6月16日、83歳にて死去。

## フィルモグラフィー

### 長編映画
- 夜明け前の子供たち（1968年）
- ぼくのなかの夜と朝（1971年）
- 甘えることは許されない（1975年）
- そっちゃないこっちゃ コミュニティ・ケアーへの道（1982年）
- 風とゆききし（1989年）

### 短編映画
- 東京裁判 第三集 真珠湾奇襲（1946年）
- 炭坑（1947年）
- 富士山頂観測所（1948年）
- 若い村（1948年）
- 海に生きる 遠洋底曳漁船の記録（1949年）
- 飛騨のかな山（1949年）
- 私たちの新聞（1950年）
- キャメラ探訪 都会の裏側（1950年）
- わがふるさとの町（1952年）
- 産業と電力（1953年）
- 新風土記 北陸（1953年）
- 室町美術（1954年）
- ビール誕生（1954年）
- 野を越え山を越え（1955年）
- 東海の民芸を訪ねて 第一部（1958年）
- どこかで春が（1958年）
- おばあさん学級（1959年）
- 漁網（1959年）
- 神戸っ子（1960年）
- 小さな町の小さな物語（1960年）
- ぷらすちっく（1961年）
- ロダン（1962年）
- 東レパイレン（1963年）
- 車大工（1976年）
- 古典雅楽器 雲の上の音がたちのぼる（1977年）

## 関連文献
- 岡田秀則・浦辻宏昌 編『そっちやない、こっちや 映画監督・柳澤壽男の世界』新宿書房、2018年。ISBN 978-4-88008-473-2。